# 鎮西鎮台
鎮西鎮台（ちんぜいちんだい）は、1871年から1873年まであった日本陸軍の部隊で、当時全国に4つあった鎮台の一つである。前身は1871年設置の西海道鎮台で、1873年に熊本鎮台に改称した。

## 鎮西鎮台の設置
発足当初の明治政府は直属の軍隊を持たず、藩に命令して兵力を出させることで軍事や警備を行っていた。この状況から脱するため、1871年に御親兵を設けて天皇直属の軍隊とし、東北と九州の2か所に鎮台を置いた。九州には西海道鎮台をおき、とりあえず近辺の藩兵を鎮台に出させたが、同年8月に、東京、大阪にも鎮台をおいて、鎮台を全国の兵制の基幹とする方針が定まった。このとき西海道鎮台を改称してできたのが、鎮西鎮台である。
鎮台の本部は小倉だが、当分は熊本と定められた。管地は琉球を除く九州のほか、備中（現在の岡山県西部）・出雲（現在の島根県東部）以西の中国地方も含んでいた。
翌1872年（明治5年）3月12日、東京大坂鎮西東北鎮台条例により、鎮台の任務と権限が詳しく定められた。
1873年7月19日、明治6年太政官布告第255号によって鎮台条例が改正され、鎮西鎮台は熊本鎮台と改称した。小倉への鎮台移転は結局行われないままとなった。

## 管地と部隊配備
- 鎮西鎮台　小倉、当分は熊本　常備歩兵2大隊 - 豊前、豊後、筑前、筑後、肥前、肥後、壱岐、対馬
  - 第1分営　広島　常備歩兵1大隊 - 安芸、備中、備後、出雲、石見、周防、長門、隠岐
  - 第2分営　鹿児島　常備歩兵4小隊 - 薩摩、日向、大隅

## 人事

### 司令長官
- 井田譲 少将：明治4年7月14日 - 明治5年2月29日
- 桐野利秋 少将：明治5年2月29日 - 明治5年4月14日